# フランケンシュタインと狼男
『フランケンシュタインと狼男』（フランケンシュタインとおおかみおとこ、Frankenstein Meets The Wolfman）は、1943年に公開されたアメリカ合衆国のホラー映画。74分、モノクロ。
ユニバーサル映画の看板スターだった「フランケンシュタインの怪物」と「狼男」が初めて共演した映画。
映画「フランケンシュタインの幽霊」と「狼男」の直接の続編にあたる。

## ストーリー
墓荒らしが墓を掘り返すと、棺の中からローレンス・タルボットが蘇った。狼男として殺された彼はその生命力で復活したのである。
しかし、呪われた我が身を嘆く彼は安らかな死を求め、生命の神秘を解き明かしたフランケンシュタイン博士に助言を求めようとする。
ジプシーのマレーヴァと共に燃え落ち朽ち果てたフランケンシュタイン城にたどり着いたが、博士は既に亡くなっていた。
落胆するローレンスだが、博士の娘エルサから情報を得ようとする。その最中、月光を浴びたローレンスは狼男に変身。村人に追われたローレンスは実験室の床を踏み抜いて地下に転落する。実験室の地下には、フランケンシュタインの怪物が氷の棺に閉じ込められていた。
氷が砕かれて復活したフランケンシュタインの怪物と狼男ローレンスは、フランケンシュタイン博士の研究記録を求めて、地下の秘密の書斎を探索する。

## スタッフ
- 監督：ロイ・ウィリアム・ニール
- 脚本：カート・シオドマク
- 撮影：ジョージ・ロビンスン
- 音楽：ハンス・サルター
- 編集：エドワード・カーティス
- 美術：ジョン・B・グッドマン
- セット装飾：ラッセル・A・ガウスマン
- 衣装デザイン：ヴェラ・ウェスト

## キャスト
狼男／ローレンス・タルボット
演 - ロン・チェイニー・ジュニア
フランケンシュタインの怪物
演 - ベラ・ルゴシ
エルサ・フランケンシュタイン女男爵（Baroness Elsa Frankenstein）
演 - イローナ・マッセイ（Ilona Massey）
マナリング医師(Dr. Mannering)
演 - パトリック・ノウルズ（Patric Knowles）
町長（Mayor）
演 - ライオネル・アトウィル（Lionel Atwill）
マレーヴァ(Maleva)
演 - マリア・オースペンスカヤ（Maria Ouspenskaya）
オーウェン刑事(Inspector Owen)
演 - デニス・ホーイ（Dennis Hoey）
ヴァゼク（Vazec）
演 - レックス・エヴァンス（Rex Evans）